# Stadion Miejski w Radomirze
Stadion Miejski – wielofunkcyjny stadion w Radomirze, w Bułgarii. Obiekt może pomieścić 5000 widzów. Swoje spotkania na stadionie rozgrywają piłkarze klubu Strumska Sława Radomir.